# Molécula homonuclear
Las moléculas –o especies– homonucleares (homo ‘igual’) están compuestas solo por un elemento. Pueden consistir en varios átomos, según las propiedades del elemento, y algunos de estos pueden poseer varios alótropos. 
Los gases nobles constituyen casos excepcionales de moléculas de un solo átomo (monoatómicas), debido a que  raramente forman enlaces (combinaciones químicas). Como corroboración de la similitud de propiedades de los elementos, componen el grupo 18 (8A o VIIIA) de la tabla periódica. Sin embargo, la mayoría de las moléculas homonucleares son diatómicas: hidrógeno (H2), oxígeno (O2), nitrógeno (N2) y todos los halógenos; no obstante, no todas las moléculas diatómicas son homonucleares.
También existen moléculas homonucleares de más de dos átomos. Por ejemplo, el oxígeno, además de su molécula diatómica, también constituye la molécula triatómica homonuclear ozono (O3). Así mismo, existen moléculas tetratómicas: arsénico (As4) y fósforo (P4). El azufre tiene tres variaciones moleculares homonucleares: diatómica (S2), hexatómica (S6) y octatómica (S8), aunque las dos primeras son raras. El elemento carbono se caracteriza por constituir varias moléculas homonucleares, entre las que destaca el buckminsterfullereno o buckybola (C60).